# Parc national Lind
Le parc national Lind (The Lind National Park) est un parc national au Victoria en Australie, situé à 353 kilomètres à l'est de Melbourne. 